# مسار زائدي

المسار الأزرق في هذه الصورة هو مثال على المسار الزائدي

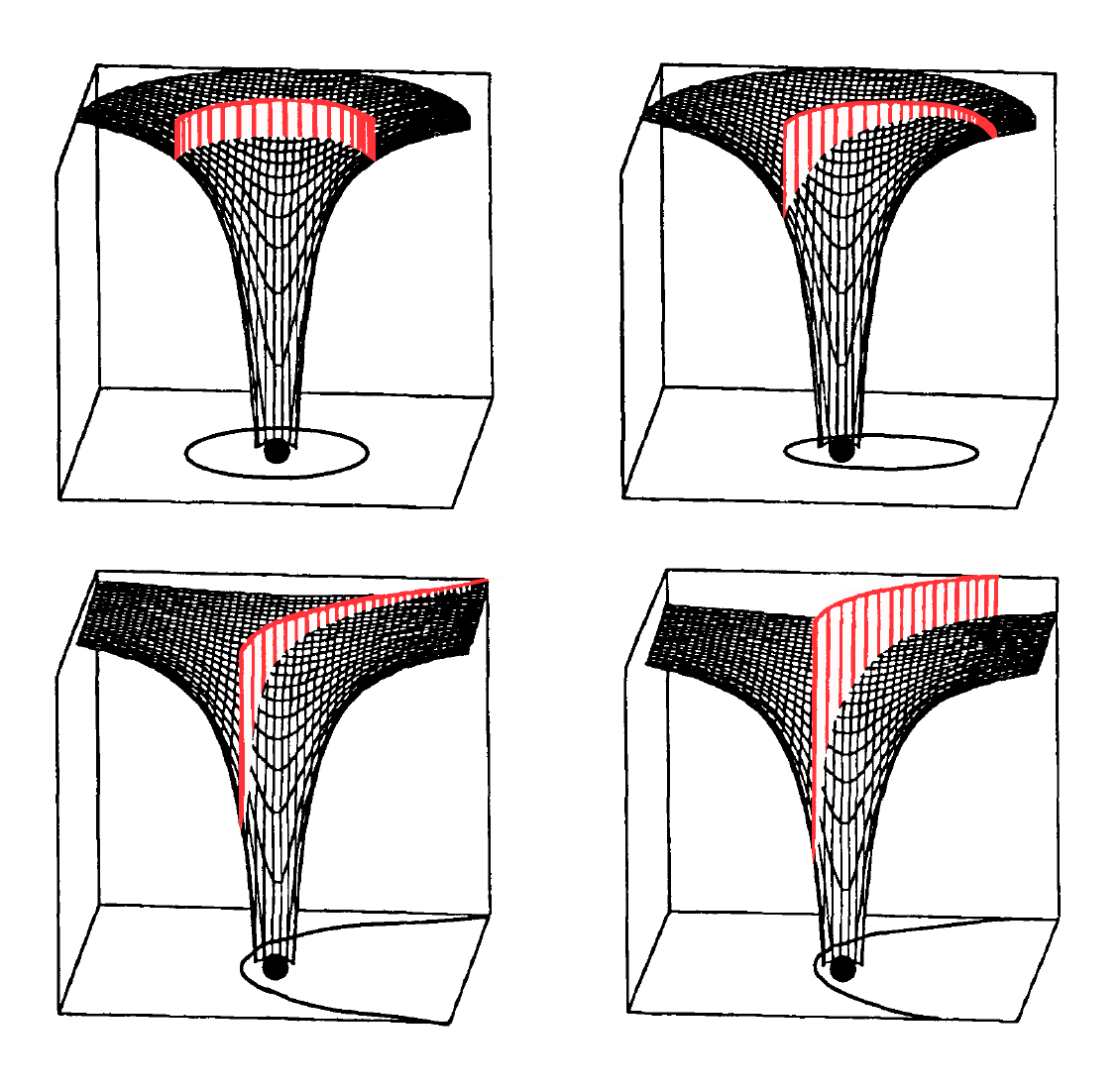
تم تصوير المسار الزائدي في الربع السفلي الأيمن من هذا الرسم البياني، حيث يُظهر بئر جهد الجاذبية للكتلة المركزية للطاقة الكامنة، وتظهر الطاقة الحركية للمسار الزائدي باللون الأحمر. ينخفض ارتفاع الطاقة الحركية مع انخفاض السرعة وزيادة المسافة وفقًا لقوانين كبلر. الجزء من الطاقة الحركية الذي يبقى فوق الصفر هو الجزء المرتبط بالسرعة الزائدة الزائدية.

في الميكانيكا المدارية أو الميكانيكا السماوية، المسار الزائدي أو المسار القطعي (بالإنجليزية: Hyperbolic trajectory)‏ هو مسار أي جسم يدور حول جسم مركزي بسرعة أكبر من كافية تمكنه من الهروب من جاذبية الجسم المركزي. الاسم مشتق من نظرية نيوتن حيث أنه وفقاً لهذه النظرية، فإن مثل هذا المدار له شكل القطع الزائد. بعبارات أكثر تقنية، يمكن التعبير عن هذا بشرط أن يكون الانحراف المداري أكبر من واحد.
في ظل الافتراضات المبسطة، فإن الجسم الذي يسير على طول هذا المسار سوف يتجه نحو اللانهاية، ويستقر في السرعة الزائدة النهائية بالنسبة إلى الجسم المركزي. على غرار مسارات القطع المكافئ، فإن جميع المسارات الزائدية هي مسارات هروب. الطاقة المحددة لدوران مسار زائدي موجبة.

## معلمات تصف المسار الزائدي
مثل المدار الإهليلجي، يمكن تعريف المسار الزائدي لنظام معين (مع تجاهل الاتجاه) من خلال محوره شبه الرئيسي والانحراف. ومع ذلك، مع المدار الزائدي، قد تكون المعلمات الأخرى أكثر فائدة في فهم حركة الجسم.

### المحور شبه الرئيسي والطاقة والسرعة الزائدة الزائدية
المحور شبه الرئيسي ({\displaystyle a\,\!}) غير مرئي على الفور مع مسار زائدي ولكن يمكن بناؤه حيث إنه المسافة من الذروة إلى النقطة التي يتقاطع فيها الخطان المقاربان. عادة، من خلال العرف، من السالب، الحفاظ على المعادلات المختلفة متسقة مع المدارات الإهليلجية.
يرتبط المحور شبه الرئيسي مباشرة بالطاقة المدارية المحددة ({\displaystyle \epsilon \,}) أو الطاقة المميزة {\displaystyle C_{3}} من المدار، وإلى السرعة التي يصل إليها الجسم عندما تميل المسافة إلى اللانهاية، السرعة الزائدة الزائدية ({\displaystyle v_{\infty }\,\!}).
{\displaystyle v_{\infty }^{2}=2\epsilon =C_{3}=-\mu /a} أو {\displaystyle a=-{\mu /{v_{\infty }^{2}}}}
{\displaystyle \mu =Gm\,\!} هي معلمة الجاذبية القياسية و {\displaystyle C_{3}} هي طاقة مميزة، تستخدم بشكل شائع في التخطيط للمهام بين الكواكب.
لاحظ أن إجمالي الطاقة يكون موجبًا في حالة المسار الزائدي (بينما يكون سالبًا في مدار بيضاوي الشكل).

### الانحراف والزاوية بين الاقتراب والابتعاد
مع مسار زائدي الانحراف المداري ({\displaystyle e\,}) أكبر من 1. الانحراف مرتبط مباشرة بالزاوية بين الخطوط المقاربة. مع الانحراف اللامركزي يزيد قليلاً عن 1 يكون القطع الزائد على شكل حرف "v" حاد. في {\displaystyle e={\sqrt {2}}} الخطوط المقاربة بزوايا قائمة. مع {\displaystyle e>2} تكون الخطوط المقاربة متباعدة بأكثر من 120 درجة، ومسافة الحضيض أكبر من المحور شبه الرئيسي. مع زيادة الانحراف، تقترب الحركة من خط مستقيم.
الزاوية بين اتجاه الحضيض وخط مقارب من الجسم المركزي هي الشذوذ الحقيقي حيث تميل المسافة إلى اللانهاية ({\displaystyle \theta _{\infty }\,})، وبالتالي {\displaystyle 2\theta _{\infty }\,} هي الزاوية الخارجية بين اتجاهات الاقتراب والمغادرة (بين الخطوط المقاربة).
{\displaystyle \theta {_{\infty }}=\cos ^{-1}(-1/e)\,} أو {\displaystyle e=-1/\cos \theta {_{\infty }}\,}

### معلمة التأثير ومسافة أقرب نهج

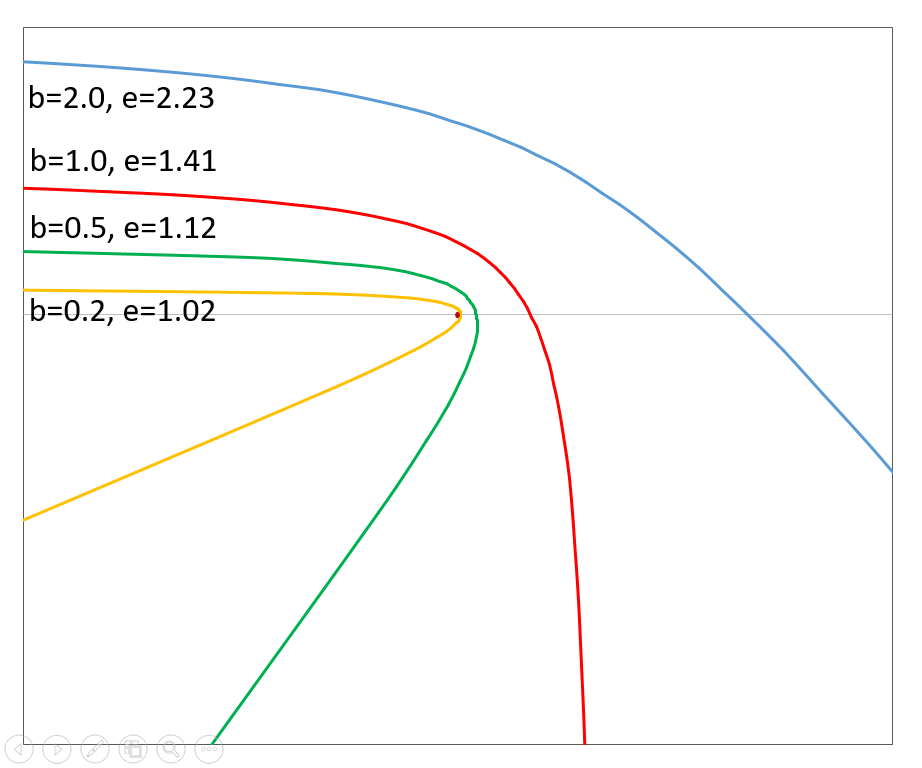
المسارات الزائدية متبوعة بأشياء تقترب من الجسم المركزي (نقطة صغيرة) بنفس السرعة الزائدة الزائدية (والمحور شبه الرئيسي (= 1)) ومن نفس الاتجاه ولكن مع معلمات تأثير مختلفة وانحرافات. يمر الخط الأصفر بالفعل حول النقطة المركزية، ويقترب منها عن كثب.

معلمة الصدم هي المسافة التي يفوت فيها الجسم الجسم المركزي في أقرب اقترابه، إذا استمر في مسار غير مضطرب. مع تعرض الأجسام لقوى جاذبية وتبعات المسارات الزائدية، فإنها تساوي المحور شبه الصغير للقطع الزائد.
في حالة اقتراب مركبة فضائية أو مذنب من كوكب ما، ستُعَرف معلمة التأثير والسرعة الزائدة بدقة. إذا كان الجسم المركزي معروفاً، فيمكن الآن إيجاد المسار، بما في ذلك مدى قرب الجسم الذي يقترب من الذروة. إذا كان هذا أقل من نصف قطر الكوكب، فيجب توقع حدوث تأثير. يتم تحديد مسافة أقرب اقتراب، أو مسافة الذروة، من خلال:
{\displaystyle r_{p}=-a(e-1)=\mu /v{_{\infty }}^{2}({\sqrt {1+(bv{_{\infty }}^{2}/\mu )^{2}}}-1)}
لذلك إذا اقترب مذنب من الأرض (نصف القطر الفعال ~ 6400 كم) بسرعة 12.5 كم / ث (السرعة التقريبية الدنيا لجسم قادم من النظام الشمسي الخارجي) لتجنب الاصطدام بالأرض، يجب أن تكون معلمة التأثير 8600 على الأقل كم، أو 34٪ أكثر من نصف قطر الأرض. جسم يقترب من المشتري (نصف قطره 70000 كم) من خارج المجموعة الشمسية بسرعة 5.5 كم / ساعة، سوف تحتاج إلى أن يكون معامل التأثير 770.000 على الأقل كم أو 11 مرة نصف قطر كوكب المشتري لتجنب الاصطدام.
إذا كانت كتلة الجسم المركزي غير معروفة، يمكن تحديد معامل الجاذبية القياسي، وبالتالي كتلته، من خلال انحراف الجسم الأصغر مع معامل التأثير وسرعة الاقتراب. نظرًا لأنه عادةً ما يمكن تحديد كل هذه المتغيرات بدقة، فإن تحليق مركبة فضائية سيوفر تقديرًا جيدًا لكتلة الجسم.
{\displaystyle \mu =bv_{\infty }^{2}\tan \delta /2} أين {\displaystyle \delta =2\theta _{\infty }-\pi } هي الزاوية التي ينحرف فيها الجسم الأصغر عن خط مستقيم في مساره.

## معادلات الحركة

### موضع
في المسار الزائدي الشذوذ الحقيقي {\displaystyle \theta } يرتبط بالمسافة بين الأجسام المدارية ({\displaystyle r\,}) بواسطة معادلة المدار:
{\displaystyle r={\frac {\ell }{1+e\cdot \cos \theta }}}
العلاقة بين الشذوذ الحقيقي θ والشذوذ لا تمركزي E (بدلاً من ذلك الشذوذ الزائدي H) هو:
{\displaystyle \cosh {E}={{\cos {\theta }+e} \over {1+e\cdot \cos {\theta }}}}  أو  {\displaystyle \tan {\frac {\theta }{2}}={\sqrt {\frac {e+1}{e-1}}}\cdot \tanh {\frac {E}{2}}}  أو {\displaystyle \tanh {\frac {E}{2}}={\sqrt {\frac {e-1}{e+1}}}\cdot \tan {\frac {\theta }{2}}}
يرتبط الشذوذ لا تمركزي E بمتوسط الشذوذ M بواسطة معادلة كبلر:
{\displaystyle M=e\sinh E-E}
متوسط الشذوذ يتناسب مع الوقت
{\displaystyle M={\sqrt {\frac {\mu }{-a^{3}}}}.(t-\tau ),} حيث μ هي معلمة جاذبية و a هي المحور شبه الرئيسي للمدار.

### زاوية مسار الرحلة
زاوية مسار الرحلة (φ) هي الزاوية بين اتجاه السرعة والعمودي على الاتجاه الشعاعي، لذا فهي صفر عند الذروة وتميل إلى 90 درجة عند اللانهاية.
{\displaystyle \tan(\phi )={\frac {e\cdot \sin \theta }{1+e\cdot \cos \theta }}}

### ● السرعة
وفقًا للافتراضات القياسية، فإن السرعة المدارية ({\displaystyle v\,}) لجسم يسافر على طول مسار زائدي يمكن حسابه من معادلة حفظ الطاقة المدارية على النحو التالي:
{\displaystyle v={\sqrt {\mu \left({2 \over {r}}-{1 \over {a}}\right)}}}
- {\displaystyle \mu \,} هي معلمة الجاذبية القياسية،
- {\displaystyle r\,} هي المسافة الشعاعية للجسم الذي يدور حول الجسم المركزي،
- {\displaystyle a\,\!} هو المحور شبه الرئيسي (السلبي).

وفقًا للافتراضات القياسية، في أي موضع في المدار، فإن العلاقة التالية تنطبق على السرعة المدارية ({\displaystyle v\,})، وسرعة الهروب المحلية ({\displaystyle {v_{esc}}\,}) والسرعة الزائدة الزائدية ({\displaystyle v_{\infty }\,\!}):
{\displaystyle v^{2}={v_{esc}}^{2}+{v_{\infty }}^{2}}
للاحظ أن هذا يعني أن دلتا- v صغيرة نسبيًا هي أعلى من تلك المطلوبة للتسريع إلى سرعة الهروب تؤدي إلى سرعة كبيرة نسبيًا عند اللانهاية. على سبيل المثال، في مكان تكون فيه سرعة الهروب 11.2 كم / ث، إضافة 0.4 كم / ثانية ينتج سرعة زائدة زائدية مقدارها 3.02 كم / ثانية.
{\displaystyle {\sqrt {11.6^{2}-11.2^{2}}}=3.02}
هذا مثال على تأثير أوبيرث. والعكس صحيح أيضًا - لا يحتاج الجسم إلى الإبطاء كثيرًا مقارنةً بسرعته الزائدة الزائدية لكي تنخفض السرعة إلى أقل من سرعة الهروب وبالتالي حتى يتم التقاط الجسم.

## المسار الشعاعي الزائدي
المسار الشعاعي الزائدي هو مسار غير دوري على خط مستقيم حيث تتجاوز السرعة النسبية للكائنين سرعة الهروب دائمًا. هناك حالتان: الأجسام تبتعد عن بعضها أو تتجه نحو بعضها البعض. وهذا هو مدار زائدي مع محور شبه صغير = 0 وانحراف مركزي = 1. على الرغم من أن الانحراف هو 1، إلا أنه ليس مدارًا مكافئًا.

## مشكلة الجسمين النسبية
في سياق مشكلة الجسمين في النسبية العامة، فإن مسارات الأجسام ذات الطاقة الكافية للهروب من الجاذبية الأخرى، لم تعد تتكون مثل القطع الزائد. ومع ذلك، لا يزال مصطلح «المسار الزائدي» يستخدم لوصف مدارات من هذا النوع.